# Oeclidius brickellus
Oeclidius brickellus är en insektsart som beskrevs av Ball 1934. Oeclidius brickellus ingår i släktet Oeclidius och familjen Kinnaridae. Inga underarter finns listade i Catalogue of Life.